# Seriepositionseffekt
Seriepositionseffekt är en psykologisk effekt som innebär att en person som lär sig objekt i en serie kommer att minnas det första och de sista objekten i serien bäst, och kommer att minnas objekten i mitten sämst.
Termen myntades av Hermann Ebbinghaus efter att ha utfört studier på sig själv. När försökspersoner ombeds lära in och återge en lista med objekt i valfri ordning tenderar de att börja med slutet av listan och återger de objekten bäst. Det kallas nysseffekt. De första objekten återger försökspersoner bättre än objekt i mitten. Det kallas primäreffekt.
En möjlig orsak till primäreffekten är att de först inlärda objekten bäst lagras i långtidsminnet på grund av att mer bearbetning ägnas till dem. (Det första objektet kan repeteras ensamt, det andra objektet måste repeteras tillsammans med det första, det tredje med det första och andra, och så vidare.) Primäreffekten minskar när objekt presenteras fort och effekten förstärks när objekten presenteras långsamt, alltså faktorer som minskar respektive förstärker bearbetning av varje objekt och med det lagring i långtidsminnet. Fler objekt i listan som ska läras in minskar primäreffekten.
En teori till nysseffekten är att dessa objekt fortfarande är kvar i arbetsminnet när de återges. En ytterligare förklaring till nysseffekten relaterar till temporal kontext: om försökspersonen ombeds att återge objekt omedelbar efter inlärning så kan den nuvarande temporala kontexten fungera som en ledtråd vid återgivandet, av vilket kan förväntas att senare objekt i listan får en högre sannolikhet att återges än objekt som lärdes in i en annan temporal kontext (tidigare i litan). Nysseffekten minskar när försökspersonen ges en uppgift som stör. Om uppgiften berör arbetsminnet och överstiger 15 till 30 sekunder i längd, kan det släcka ut nysseffekten. Om återgivning inträffar omedelbart efter testet är nysseffekten konsistent oavsett längden av listan med objekt eller hastigheten som objekten presenteras.
Personer med amnesi, som har låg förmåga att lagra permanenta långtidsminnen, uppvisar inte en primäreffekt men uppvisar en nysseffekt om återgivning inträffar direkt efter inlärning. Personer med Alzheimers sjukdom uppvisar en minskad primäreffekt men inte en nysseffekt.